# Chris Montez

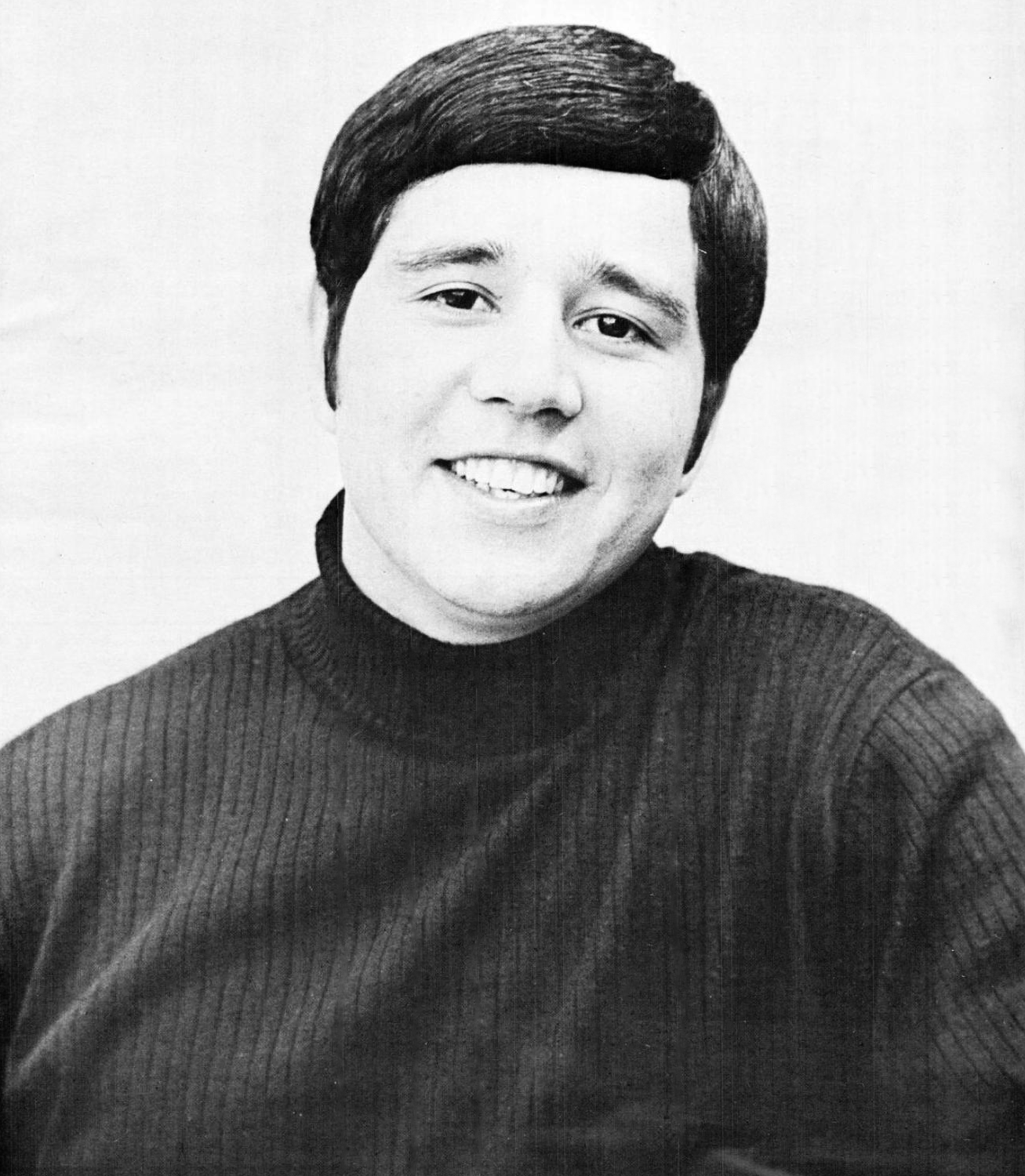
Chris Montez (1967)

Chris Montez (* 17. Januar 1943 als Ezekiel Christopher Montañez in Los Angeles) ist ein US-amerikanischer Popsänger. Sein größter Hit war 1962 Let’s Dance.

## Musikalische Laufbahn
Chris Montez verlebte seine Kindheit in Hawthorne, einem südwestlichen Vorort von Los Angeles. Seine amerikanisch-mexikanische Familie war musikbegeistert und als Kind trat er mit seinen Brüdern mit Rancheras-Liedern auf. Nachdem er von seinen Brüdern Gitarre spielen gelernt hatte, begann er sich für Rock ’n’ Roll und speziell für Ritchie Valens zu interessieren. Als Jugendlicher gründete er eine eigene Band, mit der er auch selbst geschriebene Songs vortrug. Dabei fiel Montez dem Inhaber der Plattenfirma Monogram Records Jim Lee auf, der ihn 1961 unter Vertrag nahm.
Im Februar 1962 erschien Montez’ erste Single bei Monogram, dessen A-Titel All You Had to Do er selbst geschrieben hatte. Bereits seine zweite Platte, die ein Vierteljahr später erschien, wurde für Montez größter Erfolg. Der Titel Let’s Dance kletterte in den Hot 100 des US-Musikmagazins Billboard bis auf Platz vier und erreichte auch international Spitzenplätze. Weltweit wurde die Platte über eine Million Mal verkauft. Ende des Jahres kam Montez mit dem ebenfalls von ihm geschriebenen Titel Some Kinda Fun erneut in die Hot 100. Diese Erfolge brachten ihm die Teilnahme an zahlreichen Fernsehshows sowie an Tourneen zusammen unter anderem mit Sam Cooke und Clyde McPhatter und Auftritte in Großbritannien ein. Obwohl Monogram noch sechs weitere Singles mit Montez herausbrachte, stellten sich keine weiteren Plattenerfolge mehr ein.
Daraufhin beendete Montez sein Engagement bei Monogram und schloss Anfang 1965 einen neuen Plattenvertrag mit der Plattenfirma A&M Records. Dort traf er auf Herb Alpert, der dann mehrere seiner Platten produzierte und Montez angesichts der angebrochenen Beat-Ära zum Softballaden-Stil hin orientierte. Diese Maßnahme erwies sich als richtig, denn bereits mit der ersten Single und dem Titel Call Me kehrte Montez in die Hot 100 (Rang 22) zurück. Der Nachfolgesong The More I See You verkaufte sich noch besser, er erreichte in den Hot 100 Platz 16 und wurde auch wieder zu einem internationalen Erfolg, so mit Platz drei in Großbritannien. Nachdem ab 1967 der Verkauf von Montez-Platten erneut zu stagnieren begonnen hatte, verließ Montez 1968 die A&M-Plattenfirma.
Nach einigen Versuchen bei den Plattenfirmen Paramount und Jamie ging Montez 1972 bei CBS International unter Vertrag, um seine Karriere in Europa wieder aufleben zu lassen. Er besang Singles hauptsächlich mit neuen Titeln in englischer und spanischer Sprache, die vor allem in Deutschland und den Niederlanden vertrieben wurden. Mit der Neuauflage von Let’s Dance erreichte Montez 1972 in Großbritannien noch einmal einen Platz in den Top 10. Mit den Titeln Ay No Digas und Now One Knows kam Montez 1973 in die deutschen Hitlisten, wo er die Plätze 20 bzw. 32 belegen konnte. Außerdem brachte CBS die Langspielplatten Let's Dance und Ay No Digas auf den europäischen Markt. 2008 produzierte Frozen Pictures den Dokumentarfilm El Viaje Musical de Ezekiel Montañez: The Chris Montez Story, der im November 2009 beim Digital Film Festival im kalifornischen Paso Robles uraufgeführt wurde.

## US-Diskografie

### Alben
| Titel                                | Label/Katalog-Nr. | veröffentl. |
| ------------------------------------ | ----------------- | ----------- |
| Let’s Dance and Have Some Kinda’ Fun | Monogram 100      | 1963        |
| The More I See You                   | A&M 115           | 1966        |
| Time After Time                      | A&M 120           | 1966        |
| Foolin’ Around                       | A&M 128           | 1967        |
| Watch What Happens                   | A&M 4157          | 1968        |
| All Time Greatest Hits               | Chrysalis         | 1992        |
| Greatest Hits                        | Bellaphon         | 1995        |
| Watch What Happens                   | Vivid             | 1999        |
| The Hits                             | Sony              | 2006        |
| Call Me – A&M Years                  | Eclipse           | 2006        |
| More I See You                       | Pid               | 2012        |
| Time After Time                      | Pid               | 2012        |
| Let’s Dance                          | Hallmark          | 2013        |

### Singles
| A/B-Seite                                                        | Katalog-Nr. | veröffentl. |
| ---------------------------------------------------------------- | ----------- | ----------- |
|                                                                  | Monogram    |             |
| All You Had to Do / Love Me                                      | 500         | 2.1962      |
| Let’s Dance / You’re the One                                     | 505         | 6.1962      |
| Some Kinda Fun / Tell Me                                         | 507         | 11.1962     |
| Rockin’ Blues / Let’s Do the Limbo                               | 508         | 2.1963      |
| In an English Towne / My Baby Loves to Dance                     | 513         | 1963        |
| No, No, No / Monkey Fever                                        | 516         | 1963        |
| You’re the One / All You Had to Do Was Tell Me (mit Kathy Young) | 517         | 1.1964      |
| It Takes Two / To Shoot Curl (mit Kathy Young)                   | 520         | 7.1964      |
| It’s Not Puppy Love / He’s Been Leading You On                   | 522         | 1964        |
|                                                                  | A&M         |             |
| Call Me / Go Head on                                             | 780         | 11.1965     |
| The More I See You / You, I Love You                             | 796         | 4.1966      |
| There Will Never Be Another You / You Can Hurt the One You Love  | 810         | 8.1966      |
| Keep Talkin’ / Time After Time                                   | 822         | 10.1966     |
| Because of You / Elena                                           | 839         | 2.1967      |
| Just Friends / Twiggy                                            | 852         | 1967        |
| Follin’ Around / Dingi                                           | 855         | 1967        |
| Once in a While / The Face I Love                                | 906         | 1968        |
| Love Is Here to Stay / Nothing to Hide                           | 958         | 7.1968      |
| Where Are You Now / Watch What Happens                           | 985         | 1968        |
|                                                                  | Paramount   |             |
| We Can Make the World a Whole Lot Brighter / The End of the Line | 0109        | 1971        |
|                                                                  | Jamie       |             |
| Let’s Dance / Somebody Loves You                                 | 1410        | 1973        |

## Chartplatzierungen

### Alben
| Jahr | Titel                      | Höchstplatzierung, Gesamtwochen, AuszeichnungChartsChartplatzierungen (Jahr, Titel, Platzierungen, Wochen, Auszeichnungen, Anmerkungen) | Anmerkungen |
| Jahr | Titel                      | US | Anmerkungen |
| ---- | -------------------------- | --- | ----------- |
| 1966 | The More I See You/Call Me | US33 (24 Wo.)US |             |
| 1967 | Time After Time            | US106 (11 Wo.)US |             |

### Singles
| Jahr | Titel Album                                           | Höchstplatzierung, Gesamtwochen, AuszeichnungChartplatzierungen (Jahr, Titel, Album, Platzierungen, Wochen, Auszeichnungen, Anmerkungen) | Höchstplatzierung, Gesamtwochen, AuszeichnungChartplatzierungen (Jahr, Titel, Album, Platzierungen, Wochen, Auszeichnungen, Anmerkungen) | Höchstplatzierung, Gesamtwochen, AuszeichnungChartplatzierungen (Jahr, Titel, Album, Platzierungen, Wochen, Auszeichnungen, Anmerkungen) | Höchstplatzierung, Gesamtwochen, AuszeichnungChartplatzierungen (Jahr, Titel, Album, Platzierungen, Wochen, Auszeichnungen, Anmerkungen) | Anmerkungen                   |
| Jahr | Titel Album                                           | DE | AT | UK | US | Anmerkungen                   |
| ---- | ----------------------------------------------------- | --- | --- | --- | --- | ----------------------------- |
| 1962 | Let’s Dance Let’s Dance and Have Some Kinda Fun!!!    | DE7 (24 Wo.)DE | AT12 (8 Wo.)AT | UK2 (35 Wo.)UK | US4 (14 Wo.)US | Charteinstieg in AT erst 1973 |
| 1963 | Some Kinda Fun Let’s Dance and Have Some Kinda Fun!!! | DE19 (12 Wo.)DE | — | UK10 (9 Wo.)UK | US43 (9 Wo.)US |                               |
| 1963 | My Baby loves to Dance                                | DE51 (4 Wo.)DE | — | — | — |                               |
| 1966 | Call Me The More I See You                            | — | — | — | US22 (10 Wo.)US |                               |
| 1966 | The More I See You                                    | DE28 (4 Wo.)DE | — | UK3 (13 Wo.)UK | US16 (14 Wo.)US |                               |
| 1966 | There Will Never Be Another You The More I See You    | — | — | UK37 (4 Wo.)UK | US33 (8 Wo.)US |                               |
| 1966 | Time After Time                                       | — | — | — | US36 (8 Wo.)US |                               |
| 1967 | Because Of You Foolin’ Around                         | — | — | — | US71 (5 Wo.)US |                               |
| 1973 | Ay No Digas                                           | DE20 (19 Wo.)DE | AT1 (20 Wo.)AT | — | — |                               |
| 1974 | Now One Knew                                          | DE32 (2 Wo.)DE | AT4 (8 Wo.)AT | — | — |                               |
| 1979 | Let’s Dance / Memphis                                 | — | — | UK47 (3 Wo.)UK | — | mit Lonnie Mack               |

grau schraffiert: keine Chartdaten aus diesem Jahr verfügbar